# Ljugarbänk

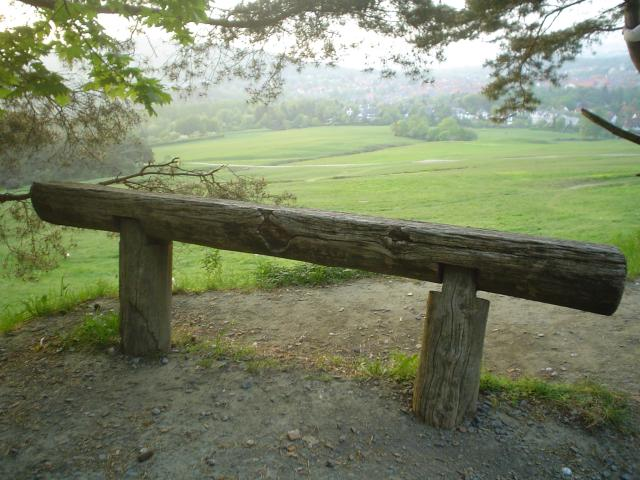

En ljugarbänk är en bänk där folk sitter och berättar (mer eller mindre sanna) historier. Ordet är belagt sedan 1966. Allmänt är ordet en populär och målande beskrivning på en bänk man kan sitta och prata på med vänner. Ljugarbänkar är mest förknippade med sommaren och landsbygden eller småorter. 
Ljugarbänken har ofta en stark lokal förankring. Själva bänken har inget speciellt utseende, men oftast är den gjord ganska enkelt men stadigt. Placeringen kan vara vid en husvägg, utanför en lanthandel i en park, på en brygga eller vid annan populär allmän plats, där folk samlas eller vistas av olika skäl. 
Sveriges längsta ljugarbänk finns på Nya Djurgårdsvarvet på Djurgården. Där kan man avlyssna berättelser från de sju haven, berättade av våra storseglare såsom Pelle Pettersson, Sven-Bertil Taube, Mange Olsson och många fler. 